# Mercedes-Benz Conecto
De Mercedes-Benz Conecto (typeaanduiding: O345) is een serie van stads- en streekbussen, die van 1996 tot 2013 en van 2019 tot 2021 werd geproduceerd bij de Turkse Daimler-dochteronderneming Mercedes-Benz Türk A.S. in de fabriek te Alkent 2000 bij Istanboel. Dit bustype is speciaal ontwikkeld als standaardbus voor Oost-Europese landen. De bus is een vereenvoudigde versie van de Mercedes-Benz Citaro, waar het nieuwe model ook gelijkenissen mee heeft.
Oorspronkelijk werden de bussen gebouwd als standaard hogevloerbussen. Later kwam daar een gelede versie bij en met de komst van het nieuwe ontwerp in 2007 werden de hogevloerbussen vervangen door lagevloerbussen.
In 2013 is de productie van de Conecto stil gelegd. Van 2019 tot 2021 werd er een nieuwe generatie Conecto's gebouwd

## Types
| Mercedes-Benz Conecto         | Mercedes-Benz Conecto                      | Mercedes-Benz Conecto | Mercedes-Benz Conecto        | Mercedes-Benz Conecto      |
| ----------------------------- | ------------------------------------------ | --------------------- | ---------------------------- | -------------------------- |
|                               |                                            |                       |                              |                            |
| Typeaanduiding                | O345                                       | O345                  | O345                         | O345                       |
| Versie                        | Standaard                                  | Geleed                | Standaard                    | Geleed                     |
| Bouwjaren                     | 1996-2006                                  | 1996-2006             | 2007-2013                    | 2007-2013                  |
| Carrosserie                   | Mercedes-Benz                              | Mercedes-Benz         | Mercedes-Benz                | Mercedes-Benz              |
| Chassis                       | Daimler-Benz                               | Daimler-Benz          | EvoBus                       | EvoBus                     |
| Motor                         | Mercedes-Benz 6 cilinder diesel OM 457 hLA |                       | Euro 4 / 5 / EEV OM 906 LA   | Euro 3/4/5 / EEV OM 457 LA |
| Versnellingsbak               | Automaat ZF Ecomat                         |                       | Voith D 854.3 / Voith Diwa 5 | ZF HP 602                  |
| Vermogen                      | 183 kW (250 pk)optioneel: 219 kW (299 pk)  |                       | 210 kW (286 pk)              | 260 kW (346 pk)            |
| Totale lengte                 | 11 818 mm                                  |                       | 11 950 mm                    | 17 940 mm                  |
| Totale breedte                | 2 500 mm                                   |                       | 2 550 mm                     | 2 550 mm                   |
| Totale hoogte (excl. dakunit) | 3 061 mm                                   |                       | 3 056 mm                     | 3 056 mm                   |
| Totale hoogte (incl. dakunit) | 3 081 mm                                   |                       | 3 076 mm                     | 3 076 mm                   |
| Wielbasis                     | 5 875 mm                                   |                       | 5 845 mm                     | 5 845 mm + 5 990 mm        |
| Vooroverbouw                  | ??                                         |                       | 2 705 mm                     | 2 705 mm                   |
| Achteroverbouw                | ??                                         |                       | 3 400 mm                     | 3 400 mm                   |
| Draaicirkel                   | 21 860 mm                                  |                       | 21 542 mm                    | 22 822 mm                  |
| Aantal zitplaatsen            | 48-52                                      |                       | 26-35                        | 41-51                      |
| Aantal staanplaatsen          | 50-60                                      |                       | 59-68                        | 97-107                     |
| Capaciteit                    | ca. 104 personen                           |                       | ca. 94 personen              | ca. 148 personen           |

## Inzet
Oorspronkelijk werd de bus ontworpen voor de Oost-Europese landen, daardoor rijden de meeste exemplaren ook daar rond. Daarnaast kwamen ook enkele exemplaren voor in landen in West- en Centraal-Europa. Zo reden er enkele exemplaren rond bij onder andere de Duitse vervoersbedrijven BRN en RBS en een aantal Belgische buspachters. In België zijn in totaal 130 exemplaren afgeleverd aan verschillende pachters. In Nederland reden er vijf exemplaren rond bij Limex. Deze bussen waren oorspronkelijk bedoeld voor Connex pachters voor De Lijn.
Ook rijden er exemplaren rond in Azië, bij onder andere Dubai en 200 exemplaren rijden in Tasjkent, Oezbekistan.

### Inzetgebieden
| Bedrijf                               | Aantal | Serie | Inzet                                    | Opmerking | Afbeelding |
| België                                | België | België | België                                   | België | België     |
| ------------------------------------- | ------ | --- | ---------------------------------------- | --- | ---------- |
| Autobus M. Parmentier                 | 1      | 364128 | West-Vlaanderen                          | In de huisstijl van De Lijn Verkocht aan Emiel Lenoir |            |
| Autobus Verleyen                      | 2      | 550611 a, 550625 | West-Vlaanderen                          | In de huisstijl van De Lijn Rijdt in opdracht van Connex West-Vlaanderen 550611 a: ex-Vandenaweele 367111 |            |
| Autobussen De Reys                    | 6      | 111411-111416 | Antwerpen                                | In de huisstijl van De Lijn |            |
| Cie des Autobus Liégeois              | 1      | 705241 a | Luik                                     | In de huisstijl van TEC Verkocht aan Pirnay |            |
| Comfort Cars                          | 3      | 102501-102503 | Antwerpen                                | In de huisstijl van De Lijn ex-Oostmalle Cars 101206-101208 |            |
| DB Traffic                            | 3      | 440410-440413 | Limburg                                  | In de huisstijl van De Lijn |            |
| De Meibloem                           | 3      | 550756-550758 | West-Vlaanderen                          | In de huisstijl van De Lijn 550756: ex-366118, verkocht aan Lievijns |            |
| De Meibloem                           | 1      | 550760 | West-Vlaanderen                          | In de huisstijl van De Lijn |            |
| De Vos Gebroeders                     | 4      | 256130-256131 | Oost-Vlaanderen                          | In de huisstijl van De Lijn Verkocht aan Geenens |            |
| De Vos Gebroeders                     | 4      | 463124 b, 463124 c | Henegouwen                               | In de huisstijl van TEC 463124 b is afgevoerd 463124 c was tijdelijk in dienst bij Geenens |            |
| Dierickx Airport                      | 1      | 33 | Vlaams-Brabant                           | Verkocht aan Modern Toerisme (331407) |            |
| Egmont                                | 1      | 221181 | Oost-Vlaanderen                          | In de huisstijl van De Lijn |            |
| Emiel Lenoir                          | 3      | 46411 b | Henegouwen                               | In de huisstijl van TEC |            |
| Emiel Lenoir                          | 3      | 550428-550429 | West-Vlaanderen                          | In de huisstijl van De Lijn 550428: ex-Autobus M. Parmentier 364128 550429: ex-302113 |            |
| Ferry Cars                            | 7      | 220142-220148 | Oost-Vlaanderen                          | In de huisstijl van De Lijn 220142-220144: ex-256142-256144 |            |
| G. Liénard & Cie                      | 1      | 559134 | Namen-Luxemburg                          | In de huisstijl van De Lijn Verkocht aan Transports Penning |            |
| Geenens                               | 5      | 220731 a, 220731 b, 220733 b, 220930 a, 220930 b                                                                         | Oost-Vlaanderen                          | In de huisstijl van De Lijn 220731 a: ex-De Vos Gebroeders 254131 220930 a: ex-De Vos Gebroeders 254130 |            |
| Geenens                               | 1      | 458124 | Henegouwen                               | Gehuurd van De Vos Gebroeders |            |
| Gruson Autobus                        | 2      | 550138, 550141 | West-Vlaanderen                          | In de huisstijl van De Lijn |            |
| Hendriks Personenvervoer              | 2      | 101301-101302 | Antwerpen                                | In de huisstijl van De Lijn |            |
| Hermes                                | 1      | 272133 | Oost-Vlaanderen                          | In de huisstijl van De Lijn Rijdt in opdracht van Geenens onder nummer 220733 a |            |
| Lefever                               | 1      | 550604 | West-Vlaanderen                          | In de huisstijl van De Lijn Reed in opdrach van Connex West-Vlaanderen Verkocht aan Van Coillie |            |
| Lievijns                              | 8      | 220608, 220609, 220613, 220614 b, 220615, 220616, 220618, 220619                                                         | Oost-Vlaanderen                          | In de huisstijl van De Lijn 220608-220609: ex-258107-258108 220618: ex-P. van Mullem 330875 220619: ex-De Meibloem 550756 Rijdt in opdracht van Zwalmbus                                                          |            |
| LIM Collard-Lambert                   | 1      | 753111 | Luik-Verviers                            | In de huisstijl van TEC |            |
| Mandel Car Toerisme                   | 3      | 550706-550708 | West-Vlaanderen                          | In de huisstijl van De Lijn Rijdt in opdracht van TIZ |            |
| Marcel Cars                           | 1      | 112103 | Antwerpen                                | In de huisstijl van De Lijn |            |
| Modern Toerisme                       | 5      | 309701-309703, 331404, 331407                                                                                            | Vlaams Brabant                           | In de huisstijl van De Lijn 331407 Ex-Dierickx. Alle wagens intussen verkocht |            |
| Oostmalle Cars                        | 7      | 101102-101104, 101205-101208                                                                                             | Antwerpen                                | In de huisstijl van De Lijn 101206-101208: verkocht aan Comfort Cars |            |
| P. van Mullem                         | 6      | 330273-330274, 330676-330677, 330875, 331578                                                                             | Vlaams Brabant                           | In de huisstijl van De Lijn 330273-330274: Rijdt in opdracht van Staca-Van Mullem 330676-330677: Rijdt in opdracht van Hageland 330875: Verkocht aan Lievijns 331578: Rijdt in opdracht van Intratours-Van Mullem |            |
| Pirnay                                | 1      | 505112 | Namen-Luxemburg                          | In de huisstijl van TEC ex-Cie des Autobus Liégeois 705241 a |            |
| R. Melotte & Co                       | 4      | 441512-441513, 441573-441574                                                                                             | Limburg                                  | In de huisstijl van De Lijn |            |
| Reizen De Valk                        | 3      | 442319-442321 | Limburg                                  | In de huisstijl van De Lijn |            |
| Satracom                              | 3      | 756107 b, 756116 b, 760124                                                                                               | Luik-Verviers                            | In de huisstijl van TEC |            |
| Seys Coopman                          | 3      | 222212-222213, 222215 | Oost-Vlaanderen                          | In de huisstijl van De Lijn |            |
| TCM Cars                              | 7      | 759101 c, 759102 b, 759103 d, 759122 b, 759123 c, 759124 b, 759125 c                                                     | Namen-Luxemburg                          | In de huisstijl van TEC |            |
| Transports Penning                    | 17     | 563209, 563211, 563212 b, 563213 b, 563218 c, 563222, 563225 a, 563226 c, 563233 b-563238 b, 563242 b, 563249 b-563250 b | Namen-Luxemburg                          | In de huisstijl van TEC ex-G. Liénard & Cie 559134 |            |
| Van Collie                            | 18     | 550605, 550614 a-550619, 550932-550940, 550943-550944                                                                    | West-Vlaanderen                          | In de huisstijl van De Lijn Rijdt in opdracht van Connex West-Vlaanderen |            |
| Van Hoorebeke & Zn                    | 2      | 220331, 220335 | Oost-Vlaanderen                          | In de huisstijl van De Lijn 220335: Verkocht aan Paul Omnibusse (DE) |            |
| Vandenaweele                          | 1      | 367111 | West-Vlaanderen                          | In de huisstijl van De Lijn Verkocht aan Autobus Verleyen |            |
| VBM                                   | 2      | 441841, 441855 | Limburg                                  | In de huisstijl van De Lijn |            |
| Yprabus                               | 3      | 466114-46616 | Henegouwen                               | In de huisstijl van De Lijn |            |
| Bulgarije                             |        | |                                          | |            |
| SPTC                                  | >2     | 3583, 3594, ?? | Sofia                                    | Gelede bussen |            |
| Duitsland                             |        | |                                          | |            |
| DB Bahn                               | 28     | ?? | Baden-Württemberg                        | |            |
| Paul Omnibusse                        | >1     | RÜD-WP 94 | ??                                       | ex-Van Hoorebeke & Zn 220335 |            |
| RBS                                   | 50     | 1213, ?? | Stuttgart                                | |            |
| Transdev                              | >1     | ?? | Nastätten                                | |            |
| Frankrijk                             |        | |                                          | |            |
| CTPM                                  | 25     | 1040-1064 | Perpignan                                | |            |
| Hongarije                             |        | |                                          | |            |
| Volanbusz                             | ??     | ?? | Regio Boedapest                          | Gelede bussen |            |
| Letland                               |        | |                                          | |            |
| SIA                                   | ??     | 78289, ?? | Riga                                     | Gelede bussen |            |
| Luxemburg                             |        | |                                          | |            |
| Gemengen                              | 1      | B0928 | Luxemburg                                | |            |
| Voyages Bollig                        | 1      | VB3300 | Luxemburg                                | |            |
| Voyages Bollig                        | 1      | VB3310 | Luxemburg                                | |            |
| Voyages Unsen                         | 1      | VU4005 | Luxemburg                                | |            |
| Nederland                             |        | |                                          | |            |
| Limex                                 | 5      | 920-924 | Zuid-Limburg                             | Oorspronkelijk bedoeld voor Connex pachters voor De Lijn Afgevoerd |            |
| Oostenrijk                            | 2      | 604, 605 | Pendeldiensten                           | Ex MPK Lodz 2490, 2492 |            |
| Veolia Transport                      | 5      | 920-924 | Zuid-Limburg                             | Ex Limex |            |
| Oezbekistan                           |        | |                                          | |            |
| Tashkent transport authority          | 200    | ?? | Tasjkent                                 | |            |
| Polen                                 |        | |                                          | |            |
| KM Płock                              | 6      | ?? | Płock                                    | |            |
| Irex Sosnowiec                        | 4      | ?? | Sosnowiec                                | |            |
| KPK Białystok                         | 6      | ?? | Białystok                                | |            |
| MiniBus Karczew                       | 2      | ?? | Karczew                                  | |            |
| MPK Częstochowa                       | 8      | ?? | Częstochowa                              | |            |
| MPK Gniezno                           | 7      | ?? | Gniezno                                  | |            |
| MPK Kielce                            | 4      | ?? | Kielce                                   | |            |
| MPK Łódź                              | 55     | ?? | Łódź                                     | |            |
| MPK Lublin                            | 32     | ?? | Lublin                                   | |            |
| MZK Bydgoszcz                         | 62     | ?? | Bydgoszcz                                | |            |
| MZK Starachowice                      | 10     | ?? | Starachowice                             | |            |
| MZK Starogard Gdański                 | 6      | ?? | District Starogardzki / District Gdański | |            |
| MZK Zielona Góra                      | 13     | ?? | Zielona Góra                             | |            |
| PGK Suwałki                           | 15     | ?? | Suwałki                                  | |            |
| Transgór Rybnik                       | 3      | ?? | Rybnik                                   | |            |
| Veolia Transport Pomorze              | 20     | ?? | Pommeren                                 | |            |
| Veolia Transport Kujawy               | 1      | ?? | Koejavië                                 | |            |
| Warschauer Busbetriebe (MZA Warszawa) | 60     | 2200-2259 | Warschau                                 | |            |
| ZKM Gdańsk                            | 22     | ?? | Gdańsk                                   | |            |
| Turkije                               |        | |                                          | |            |
| IETT                                  | 478    | ?? | Istanboel                                | |            |

## Fotogalerij

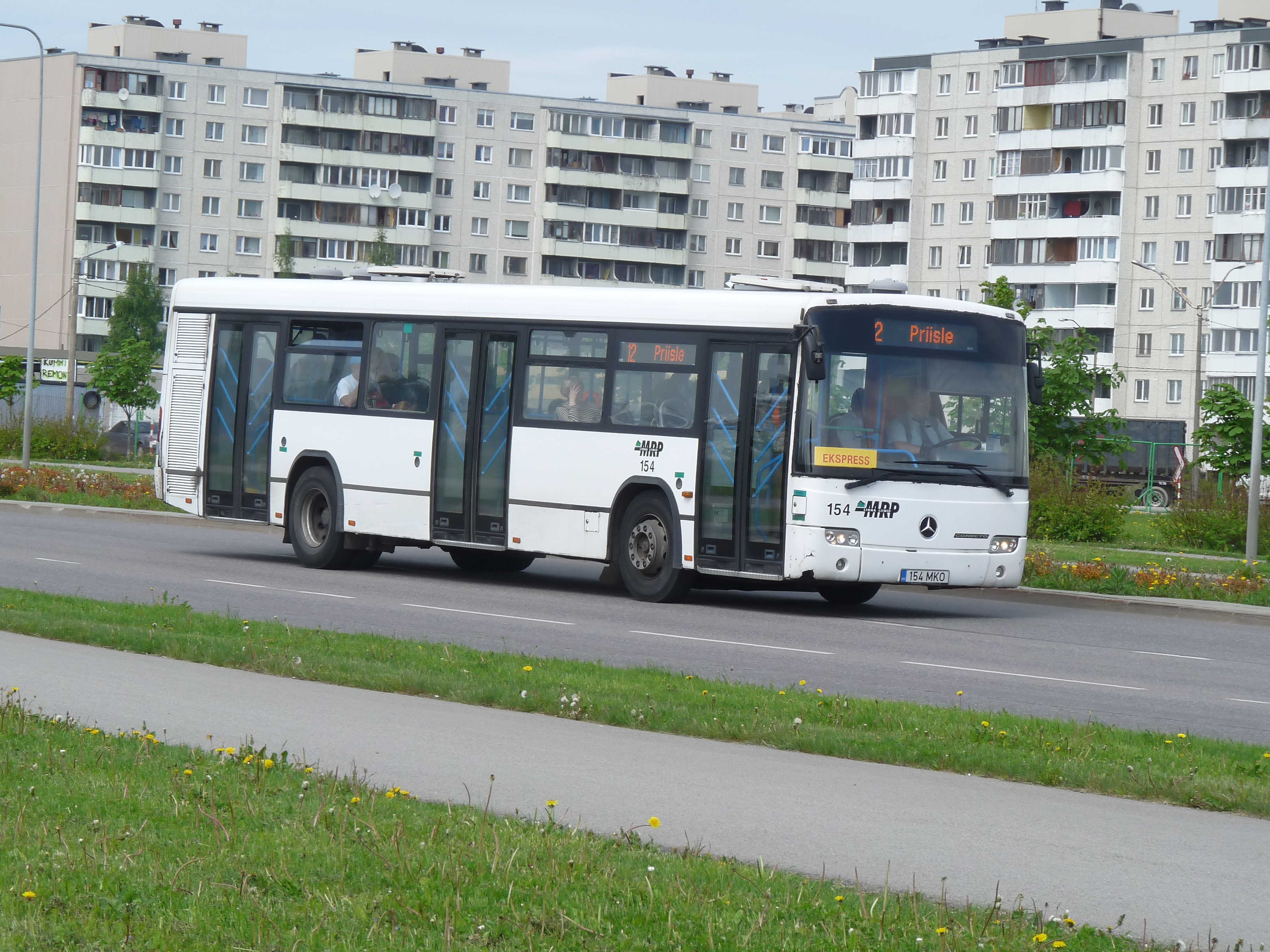
Conecto
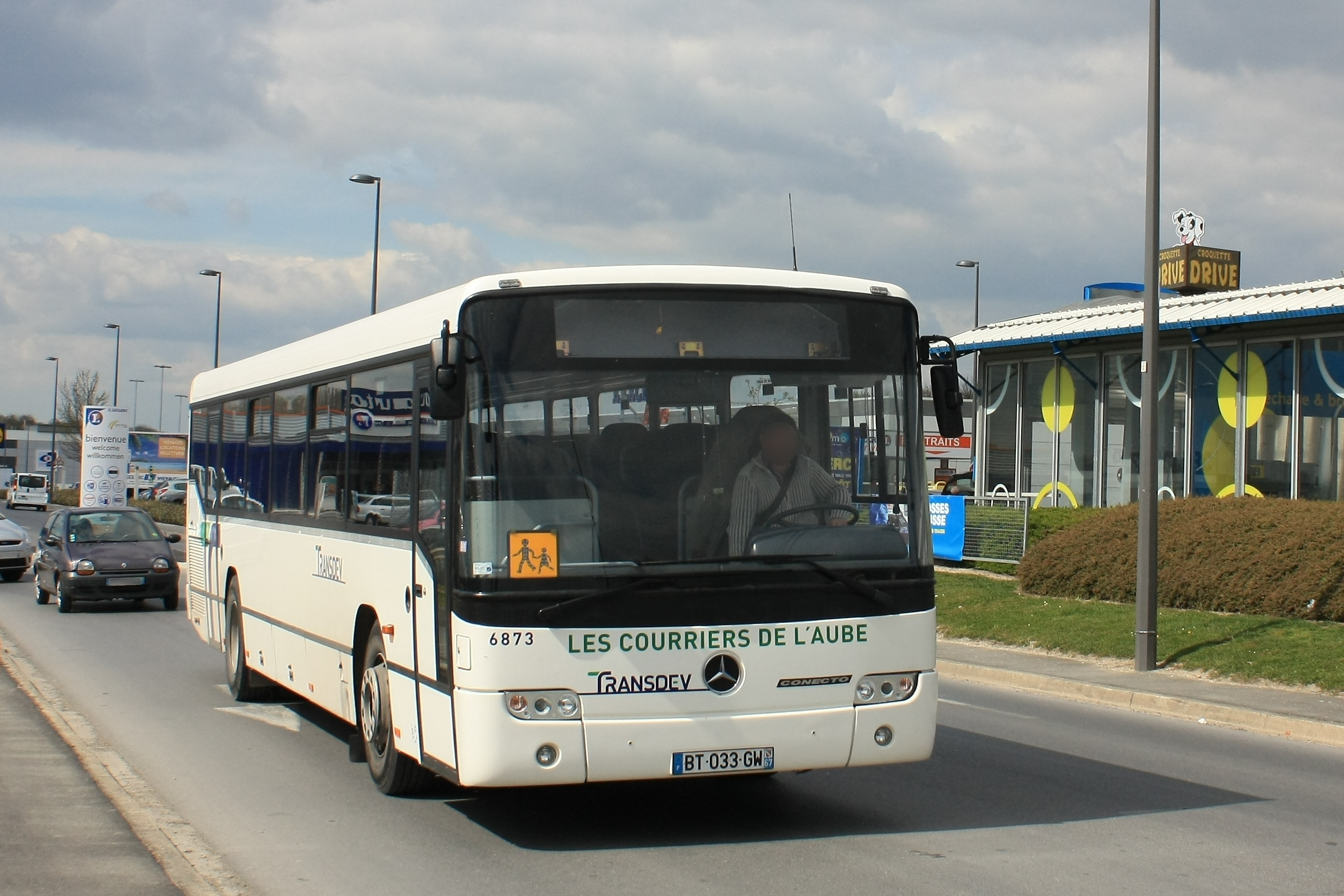
Conecto van Transdev
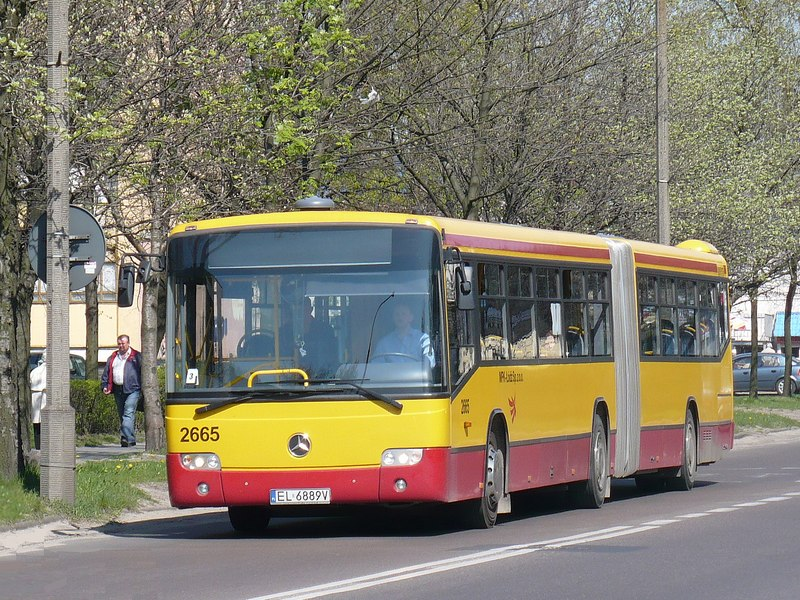
Gelede Conecto
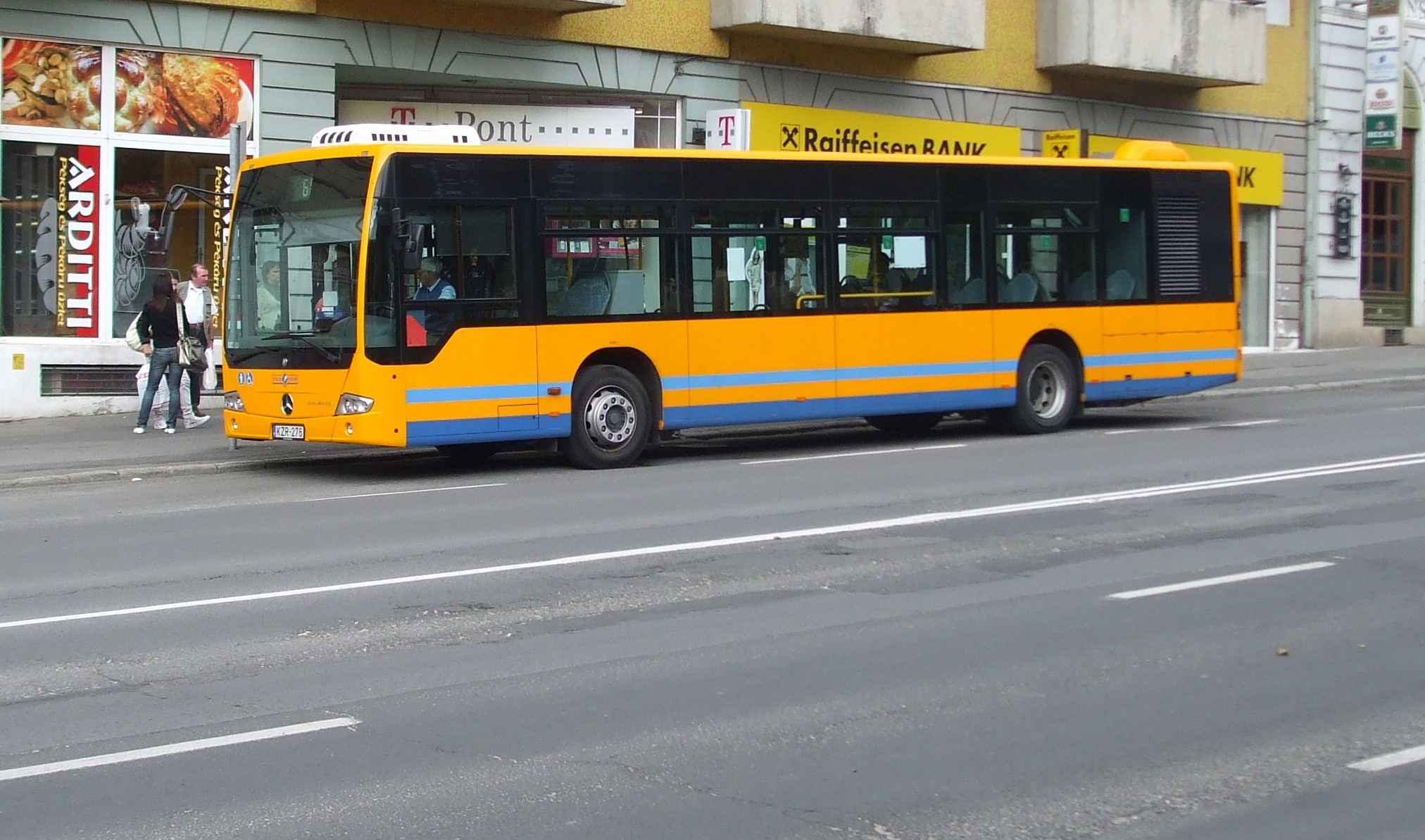
Conecto volgens het nieuwe ontwerp
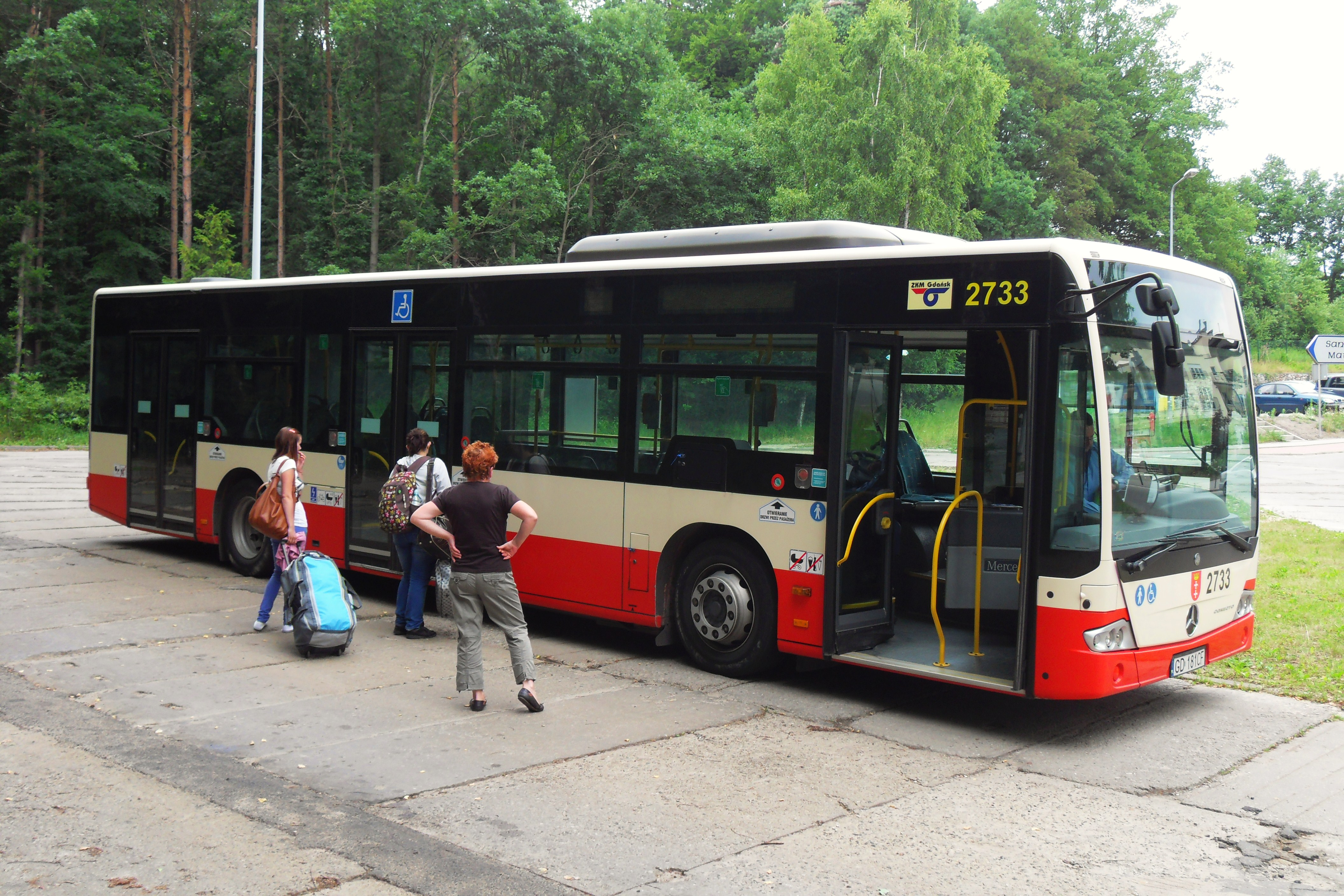